# ヨハン・フィリップ (ザクセン＝アルテンブルク公)
ヨハン・フィリップ（ドイツ語：Johann Philipp, 1597年1月25日 - 1639年4月1日）は、ザクセン＝アルテンブルク公（在位：1603年 - 1639年）。ザクセン＝ヴァイマル公フリードリヒ・ヴィルヘルム1世とその2番目の妃アンナ・マリア・フォン・プファルツ＝ノイブルクの四男として生まれた。成人した男子としては一番年長である。

## 生涯
1602年に父が死去したとき、ヨハン・フィリップと弟らは未成年であったため、叔父ヨハン2世が後見人となり、ザクセン＝ヴァイマル公領の摂政となった。しかしその後まもなく、ヨハン2世はザクセン＝ヴァイマル公領をわが物とした。
翌1603年、ヨハン・フィリップは領地の返還を求めたが、叔父はこれに反対した。しかし最終的に分割条約が締結され、ヨハン・フィリップと弟らはアルテンブルクといくつかの町を手に入れ、ヨハン2世はヴァイマルを保持した。
ヨハン・フィリップらはいまだ未成年であったため、1603年から1611年まではザクセン選帝侯クリスティアン2世が、1611年から1618年までは次代の選帝侯ヨハン・ゲオルク1世が摂政をつとめた。
1618年、ヨハン・フィリップは成人を宣言し、ザクセン＝アルテンブルク公領の親政を開始した。また、ヨハン・フィリップは弟たちの後見人も引き継いだ。ヨハン・フィリップら4人の兄弟は公領を共同統治したが、そのうち2人は子供がいないまま、まもなく死去した：1625年に戦死したフリードリヒと、1632年にブリークで死去したヨハン・ヴィルヘルムである。
ヨハン・フィリップと弟フリードリヒ・ヴィルヘルム2世は引き続き共同統治をおこなった。しかし実際には、ヨハン・フィリップが亡くなるまで単独で支配権を実質的に引き継いだ。
1613年、ヨハン フィリップはライプツィヒ大学の学長に任命された。また、「実りを結ぶ会」の活動的なメンバーの一人でもあった。
1638年、ザクセン＝アイゼナハ公ヨハン・エルンストが嗣子なく死去した後、ザクセン＝ヴァイマル家との分割条約に従い、ヨハン・フィリップはコーブルク、バート・ローダッハ、レームヒルト、ヒルトブルクハウゼンおよびノイシュタットの町を受け取った。
ヨハン・フィリップは死の前に、アルテンブルク家の男子が絶えた場合にのみ、娘エリーザベト・ゾフィアをザクセンアルテンブルク家の相続人とする遺言を作成した。これは後にザクセン＝ゴータ家とザクセン＝ヴァイマル家の間で対立を引き起こした。
ヨハン・フィリップはアルテンブルクで死去し、弟フリードリヒ・ヴィルヘルム2世が公領を継承した。

## 結婚と子女
1618年10月25日にアルテンブルクにおいて、エリーザベト・フォン・ブラウンシュヴァイク＝ヴォルフェンビュッテルと結婚し、1女が生まれた。
- エリーザベト・ゾフィア（1619年 - 1680年） - 1636年にザクセン＝ゴータ公エルンスト1世と結婚